# Kingdom Come: Deliverance II
Kingdom Come: Deliverance II là một trò chơi hành động nhập vai năm 2025 do Warhorse Studios phát triển và được phát hành bởi Deep Silver. Là phần tiếp theo của Kingdom Come: Deliverance (2018), tựa game ra mắt trên PlayStation 5, Windows và Xbox Series X/S vào ngày 4 tháng 2 năm 2025. Trò chơi đã nhận về nhiều đánh giá tích cực từ giới phê bình vào thời điểm phát hành.

## Lối chơi
Kingdom Come: Deliverance II thuộc thể loại hành động nhập vai thế giới mở, trong đó nhân vật chính được điều khiển thông qua góc nhìn thứ nhất. Các nhiệm vụ và mục tiêu trong game có thể được hoàn thành thông qua nhiều cách, mỗi cách sẽ dẫn đến những phản ứng khác nhau từ các NPC. Những phản ứng này sẽ ảnh hưởng đến cuộc sống thường nhật và quá trình phát triển của nhân vật người chơi (PC).
Khác với phiên bản trước, Kingdom Come: Deliverance II không khởi đầu bằng một nhân vật Henry thiếu kinh nghiệm. Tựa game cũng ra mắt nỏ và những dạng súng ống sơ khai. Người chơi có thể bắn nỏ khi đang cưỡi ngựa.
Cùng với ba kỹ năng Oratory (Hùng biện), Charisma (Sức hút) và Intimidation (Đe dọa) vốn được dùng trong các đoạn hội thoại ở phần trước, Kingdom Come: Deliverance II đã được bổ sung thêm Appearance (Ngoại hình), Coercion (Ép buộc) và Dominate (Ưu thế).

## Tóm lược

### Bối cảnh
Giống như trò chơi trước đó, Kingdom Come: Deliverance II diễn ra vào khoảng thời gian đầu thế kỷ 15 tại Vương quốc Bohemia, khi đó nằm trong Lãnh thổ vương quyền Bohemia và là một phần của Thánh chế La Mã, nay thuộc Cộng hòa Séc. Trò chơi tiếp nối ngay sau hồi kết của phần trước và diễn ra trong thời điểm "hỗn loạn giữa một cuộc nội chiến". Henry, con trai của một thợ rèn, sẽ chiến đấu chống lại Sigismund của Thánh chế La Mã và các đồng minh. Phần game này cũng sẽ khép lại cốt truyện của Henry.
Thế giới trong trò chơi của Kingdom Come: Deliverance II rộng gấp đôi so với phần một. Thay vì chỉ có một thế giới duy nhất như ở phần trước, thế giới của phần hai bao gồm hai khu vực lớn hơn mà người chơi có thể tự do khám phá. Một trong số đó là Thiên đường Bohemian, một cảnh quan văn hóa tự nhiên, trong khi khu vực còn lại là thành phố Kutná Hora (được gọi trong game theo tên tiếng Đức là Kuttenberg) và vùng lân cận. Vào cuối thời Trung Cổ, Kutná Hora là thành phố lớn thứ hai ở Bohemia sau Praha, đồng thời đóng vai trò là một trong những trung tâm kinh tế thịnh vượng bậc nhất nước này nhờ vào hoạt động khai thác bạc và đúc tiền.

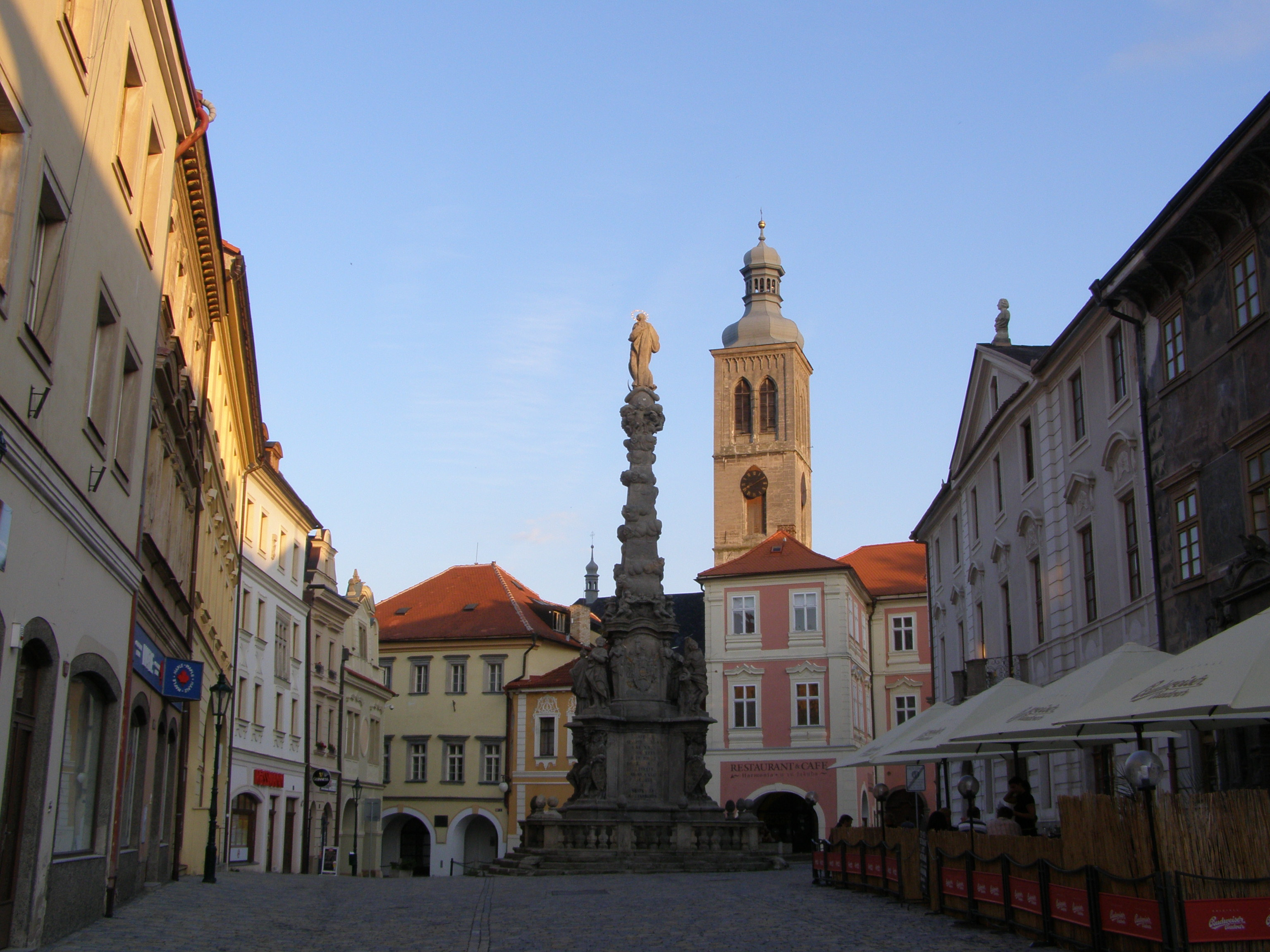
Quang cảnh ngày nay của Kutná Hora

### Nhân vật
Nhân vật chính của tựa game là Henry của Skalitz (Henry of Skalitz), con trai của một thợ rèn, người đã trở thành binh sĩ phục vụ cho Ngài Radzig Kobyla (Sir Radzig Kobyla), lãnh đạo cuộc kháng chiến ủng hộ vua Bohemia và Hoàng đế La Mã Thần thánh Wenceslaus IV chống lại kẻ tiếm vị là vua Sigismund. Ngoài vai trò là sứ giả của Radzig, Henry còn tìm cách trả mối thù cá nhân với Sigismund và các tướng lĩnh của ông ta. Henry đồng hành cùng với nhà quý tộc kiêu ngạo Ngài Hans Capon (Sir Hans Capon) trong chuyến đi của mình. Ngài Itsvan Toth (Sir Itsvan Toth), phản diện chính của phần đầu sẽ có màn tái xuất cùng với vua Sigismund của Luxembourg. Một số nhân vật ở phần trước cũng sẽ góp mặt, gồm có Father Godwin và Ngài Hanush của Leipa (Sir Hanush of Leipa).

### Cốt truyện
Henry đồng hành cùng với Ngài Hans Capon và một đoàn tùy tùng nhỏ rời Rattay để gửi thông điệp tới một đồng minh của Sigismund là Otto von Bergow, người đang sống tại điền trang ở lâu đài Trosky, kèm theo một lá thư để xem liệu lòng trung thành của ông với Sigismund có bị lung lay hay không.

## Phát triển và phát hành

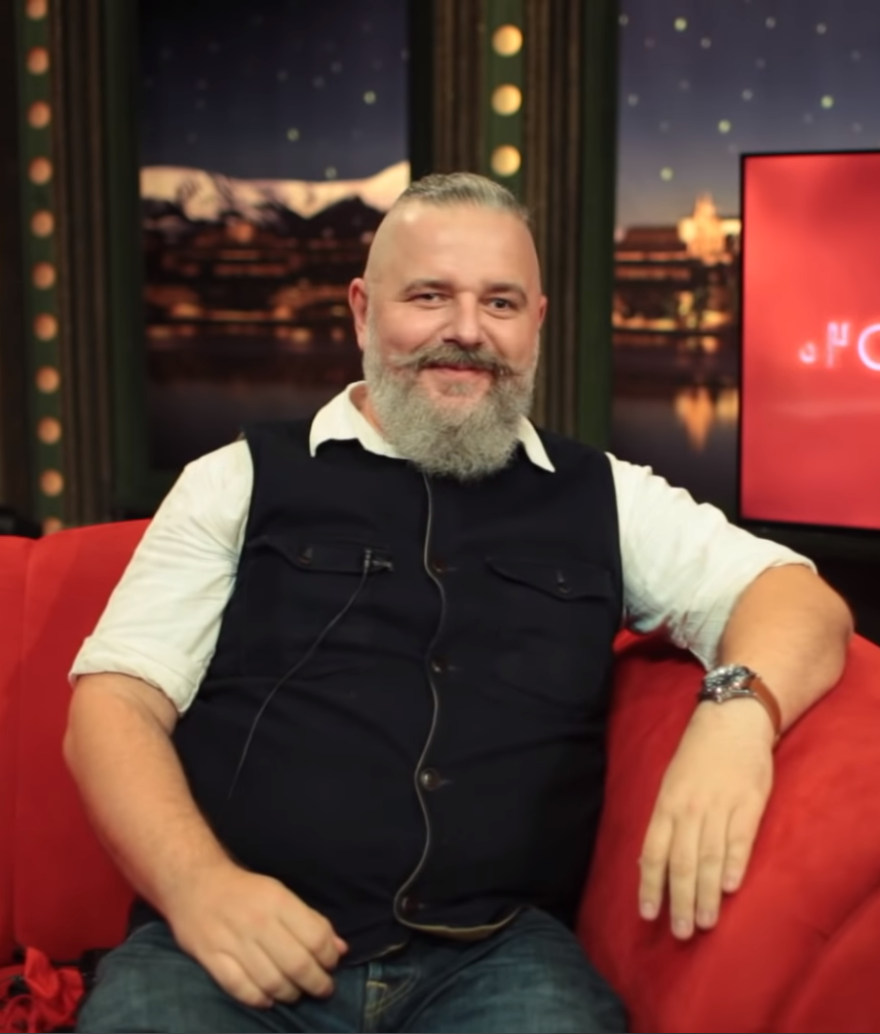
Giám đốc sáng tạo của trò chơi, ông Daniel Vávra

Quá trình phát triển của Kingdom Come: Deliverance II bắt đầu vào tháng 7 năm 2019, theo sau đợt phát hành của Kingdom Come: Deliverance và các nội dung tải thêm (DLC). Với 131 nhân viên vào năm 2019, Warhorse Studios đã tăng trưởng lên đến 250 người vào mùa xuân năm 2024. Warhorse Studios mong muốn phần hai sẽ là tựa game như họ đã mong đợi từ Kingdom Come: Deliverance với nguồn tài nguyên và kinh nghiệm trau dồi. Trò chơi sử dụng phiên bản tùy chỉnh cao của CryEngine, với phần âm nhạc do các nhà soạn nhạc người Séc Jan Valta và Adam Sporka đảm nhận. Nhân vật chính, Henry, sẽ một lần nữa do nam diễn viên người Anh Tom McKay khắc họa. Ngoài ra, trò chơi cũng nhờ đến chuyên môn của nhiều nhà sử học, viện đại học và bảo tàng để tái hiện một “thế giới thời trung cổ chân thực, hấp dẫn và tin cậy”. Khác với Kingdom Come: Deliverance, công nghệ ghi hình chuyển động đã được bổ sung bằng công nghệ ghi hình khuôn mặt (facial capture). Những người cưỡi ngựa mạo hiểm cũng góp phần vào quá trình phát triển của phần hai. Trò chơi xen kẽ với tổng cộng năm giờ cắt cảnh và có thể tiếp cận được đối với những người chưa chơi phiên bản trước.
Nhà phát triển chính Daniel Vávra cho hay, kịch bản của tựa game có đến 2,2 triệu từ. Kỷ lục này trước đây thuộc về Baldur's Gate 3 với khoảng 2 triệu từ trong kịch bản, theo Sách Kỷ lục Guinness.
Kingdom Come: Deliverance II được công bố và tiết lộ vào tháng 4 năm 2024 trong một đoạn video được quay ở nhà thờ St. Barbara, Kutná Hora. Trò chơi dự kiến ra mắt trên PlayStation 5, Windows và Xbox Series X/S vào ngày 4 tháng 2 năm 2025.

### Các phiên bản
Kingdom Come: Deliverance II sẽ được phát hành với ba phiên bản bán lẻ; ngoài phiên bản cơ bản là Standard Edition, trò chơi cũng sẽ có Gold Edition và Collector's Edition. Gold Edition bao gồm ba DLC/add-on miễn phí sẽ được ra mắt sau này, trang bị cho nhân vật chính và nội dung bonus gọi là "Shields of Seasons Passing", vốn sẽ được phát hành cùng đợt với bản game gốc. Cả Standard Edition và Gold Edition đều khả dụng ở phiên bản kỹ thuật số và phiên bản vật lý. Collector's Edition gồm toàn bộ nội dung của Gold Edition cộng thêm một số vật phẩm merchandise.
Tháng 1 năm 2025, trang báo Ả Rập Xê Út VGA4A đưa tin Kingdom Come: Deliverance II sẽ bị từ chối phân loại và do đó bị cấm ở nước này vì Warhorse Studios đã từ chối thay thế nội dung trò chơi cho phù hợp hướng dẫn phương tiện truyền thông của quốc gia Trung Đông, cụ thể là miêu tả mối quan hệ giữa hai nhân vật nam. Tuy nhiên, Gmedia (cơ quan quản lý truyền thông của Saudi) vẫn chưa đưa ra tuyên bố nào liên quan đến tựa game. Tin đồn về lệnh cấm đã bị giám đốc sáng tạo của trò chơi, ông Daniel Vávra bác bỏ. Ả Rập Xê Út trước đây từng cấm Final Fantasy XVI và The Last of Us Part II vì những lý do tương tự liên quan đến nội dung. Giới báo chí nhận định rằng các diễn đàn của trò chơi có xuất hiện những lời chỉ trích về việc mở rộng các lựa chọn đồng tính lãng mạn, việc đưa vào một nhân vật từ Mali và những lời phàn nàn chung cáo buộc nhà phát triển đang trở nên "woke".

### Nội dung sau khi phát hành
Ngày 16 tháng 1 năm 2025, Warhorse Studios công bố lộ trình ra mắt DLC. Sau khi phát hành, trò chơi sẽ nhận được các cải tiến miễn phí như tính năng cắt tóc, chế độ hardcore và đua ngựa. Theo sau là các nội dung DLC trả phí Brushes with Death, Legacy of the Forge và Mysteria Ecclesiae trong suốt năm 2025. Các DLC trả phí sẽ được bao gồm trong một vé mở rộng gọi là "Shields of Seasons Passing".

## Đón nhận
Kingdom Come: Deliverance II đã nhận được những phản hồi "tương đối khả quan" từ giới phê bình, theo chuyên trang tổng hợp kết quả đánh giá Metacritic. OpenCritic xác định rằng có đến 97% nhà phê bình đề xuất tựa game này.

### Giải thưởng
Trước khi ra mắt, Kingdom Come: Deliverance II đã giành chiến thắng ở giải Best PC Game Award tại Gamescom 2024.